# Papúa Nueva Guinea en los Juegos Olímpicos de Río de Janeiro 2016
Estados Federados de Micronesia participa en los Juegos Olímpicos de 2016 en Río de Janeiro, Brasil, del 5 al 21 de agosto de 2016.

## Participantes
Atletismo
- Theo Piniau (200 metros masculino)
- Toea Wisil (100 metros femenino)

Boxeo
- Thadius Katua (peso ligero masculino)[4][5]

Halterofilia
- Morea Baru (masculino -62 kg)[5]

Judo
- Raymond Ovinou (masculino -66 kg)[6]

Natación
- Ryan Pini (100 metros estilo mariposa masculino)[7][8]

Taekwondo
- Maxemillion Kassman (masculino −68 kg)
- Samantha Kassman (femenino +67 kg)